# André Bellemain
Pour les articles homonymes, voir Bellemain.
André Bellemain, né le 29 mai 1852 à Lyon où il est mort le 31 janvier 1904, est un architecte français.

## Biographie
Marie André Félix Bellemain naît le 29 mai 1852, vers 13 h, dans le 1er arrondissement de Lyon, dans la rue Centrale, au domicile parental. Il est le fils de Philibert Bellemain (architecte) et Thérèse Fougerousse, mariés l’un à l’autre.
Après des études au lycée de Lyon, il entre à l’École des beaux-arts. Durant la guerre franco-allemande de 1870, il s’engage dans la légion du Rhône et est blessé lors de la bataille de Nuits (seconde bataille de Dijon). Il se marie deux ans plus tard. Malgré sa blessure, il se rend à Paris pour acquérir les connaissances professionnelles dont il a besoin. Son épouse accepte de partager sa vie d’étudiant et consacre ses premières années de mariage à soigner son mari et le soutenir dans les études, notamment à l’atelier. Élève d’Henry Coquart, Bellemain se distingue rapidement dans le milieu et se tisse de nombreuses amitiés parmi ses rangs. En 1877, il revient à Lyon pour seconder son père et collabore à tous les travaux de ce dernier jusqu’en 1885, année de décès de son père et son maître.
La Société académique d'architecture de Lyon, devant la place vide laissée par le parent, admet André Bellemain la même année comme membre titulaire,. Par la suite, il est élu secrétaire pour l’exercice 1887-88 et s’acquitte remarquablement de ses fonctions. La Société l’appelle ainsi à la vice-présidence pour l’exercice 1895-96. Il devient également membre du Conseil des bâtiments civils et du Conseil d’hygiène du Rhône, administrateur de l’École des beaux-arts et membre du Conseil de surveillance des asiles de Bron et d’Albigny-sur-Saône, membres des comités de direction de l’Assistance confraternelle et de la Caisse de défense mutuelle, administrateur de la Société de patronage des enfants pauvres et vice-président du bureau de bienfaisance, vice-président de la Société des légionnaires et enfin vice-président de la Société centrale des architectes français en janvier 1904.
Il décède le 2 février 1904. La Société académique d’architecture lui rend un hommage solennel, auquel s’associent la Société centrale des architectes français et la Caisse de défense mutuelle par l’envoi couronnes et la nomination de délégués.

## Réalisations
Il réalise notamment un monument élevé par ses soins sur le champ de bataille de Nuits à la mémoire des légionnaires du Rhône. À Lyon, il dresse les plans de l’École normale d’instituteurs de la Croix-Rousse, l’hôtel de l’administration des domaines (cours de la Liberté) et l’hôtel de la Caisse d’épargne (rue de la Bourse).

## Distinctions
- Chevalier de la Légion d'honneur (décret du 27 décembre 1870)[2] : décoré à la suite de son engagement dans la légion du Rhône, il n’en porte que « très modestement les insignes »[3].